# 入谷土器
入谷土器（いりやどき）は、江戸時代に江戸郊外入谷（現在の台東区）周辺において製造された土器・焼き物類。

## 概要
入谷（明治以前の正式名称は豊島郡坂本村）は、同じく現在の台東区地域で生産された今戸焼と並んで江戸庶民のための低廉な皿・器・植木鉢などの土器・焼き物類を生産していたことが知られている。
現在、その痕跡を求めることは難しいが、1830年（天保1年）に完成した『新編武蔵風土記稿』には坂本村の産物として「入谷土器」が挙げられ、日光御門主（寛永寺座主）御用の土器職人・土器商人が住人としていたことが知られている。また、下谷二丁目の入谷遺跡からは生産遺構こそは確認できなかったものの、大量の製品・半製品などの生産関連遺物が出土しており、また出土品には「樂」の文字を含んだ銘が入ったものがあることから楽焼系統の土器類が製造されていた可能性が高い。更に江戸時代中期の名陶工尾形乾山が日光御門主に招かれて一時期入谷に工房を置いて焼き物を行ったこと（入谷乾山）が知られている。乾山の焼き物と入谷土器は別系統に属するものの、入谷における土器生産が乾山の工房設置と関係していたと考えられている。
2010年に江戸末期、入谷と呼ばれた場所と良感寺跡に対応する東京都台東区下谷一丁目1、2番地の発掘調査報告書が出版された。
それによると、下谷二丁目2番の発掘現場から305個の施釉土器が見つかった。その中に入谷部分の19世紀前半の層から変形皿2枚が発見された。その後の発掘で良感寺の敷地から窯跡は出てこなかったが素焼きの土瓶等の半製品や窯道具と思われる物が出土したため、この場所で製陶がなされたと判断、更に変形皿のうちの1枚が乾山佐野の「色絵松桜図鮑皿」と形が似ているから、この窯が18世紀前半に活動した乾山と関連するとされた。